# Leslie Nielsen
Leslie William Nielsen, kanadski filmski igralec in producent, *11. februar 1926, Regina, Saskatchewan, Kanada, † 28. november 2010, Fort Lauderdale, Florida, ZDA.
Nielsen je danes najbolj poznan kot igralec, ki je nastopil v številnih komičnih vlogah, čeprav je svojo kariero začel kot poustvarjalec resnih likov.
Med njegove najbolj uspešne komične filmske like sodijo: 
- dr. Rumack v filmu Ali je pilot v letalu?,
- poročnik Frank Drebin v trilogiji Gola pištola,
- Mr. Magoo v istoimenskem filmu,
- Dick Stelle, agent WD-40 v filmu Spy Hard ...